# Eyam
Eyam (pron. /i:m/; 900 ab. ca.) è un villaggio con status di parrocchia civile dell'Inghilterra centro-settentrionale, facente parte della contea del Derbyshire (Midlands Orientali) e del distretto di Derbyshire Dales e situato nel tratto sud-orientale del parco nazionale del Peak District.
La località era un tempo un centro minerario per l'estrazione del piombo ed è storicamente ricordata per il sacrificio dei suoi abitanti durante l'epidemia di peste del 1665-1666.

## Etimologia
Il toponimo Eyam significa "luogo tra corsi d'acqua".

## Geografia fisica

### Collocazione
Il villaggio è situato tra le località di Macclesfield e Chesterfield (rispettivamente ad est della prima e ad ovest della seconda), ad ovest del corso del fiume Derwent e a nord del corso del fiume Wye. È inoltre situato a circa 105 km ad est di Chester e a circa 60 km a nord di Nottingham.

## Società

### Evoluzione demografica
Al censimento del 2001, la parrocchia civile di Eyam contava una popolazione di 926 abitanti.

## Storia

### L'epidemia di peste del 1665-1666
Il 7 settembre 1665, il villaggio fu colpito da un'epidemia di peste bubbonica. L'epidemia fu causata da una partita di abiti infestata da pulci, portata da Londra (colpita dalla pestilenza) ad Eyam da un sarto locale, George Viccars, che fu anche la prima vittima della pestilenza.
Per evitare il propagarsi dell'epidemia anche nelle località limitrofe, gli abitanti di Eyam, su consiglio del pastore del luogo, William Mompesson e del suo predecessore, Thomas Stanley, si misero spontaneamente in quarantena. Durante la quarantena, gli abitanti pagavano il cibo, lasciato ai margini del villaggio, attraverso delle ciotole disinfettate con l'aceto, dove depositavano le monete.
L'emergenza cessò nel novembre del 1666: dei 350 abitanti di Eyam, ne morirono 250-260 (tra questi, anche la moglie del parroco, Catherine Mompesson), mentre le località limitrofe furono appena sfiorate dalla pestilenza.

## Economia
Come detto, tra le principali risorse economiche di Eyam, vi era l'industria mineraria. Oltre a questa, era molto fiorente in passato anche l'industria tessile (prima del cotone e poi della seta), attiva sino fine degli anni settanta del XX secolo.
Attualmente, la risorsa principale di Eyam è rappresentata invece dal turismo.

## Edifici e luoghi d'interesse

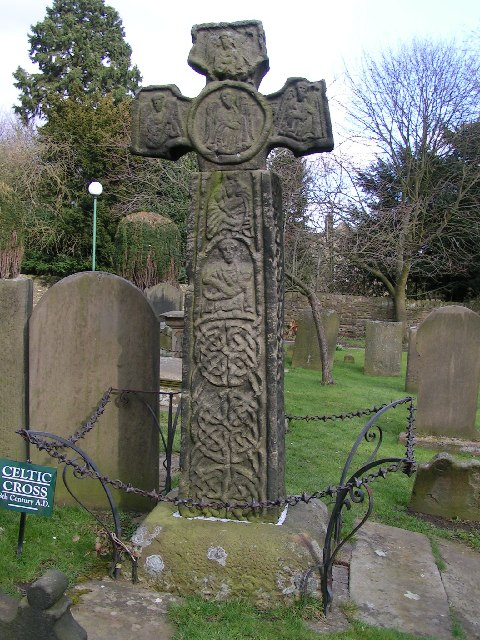
Eyam: croce celtica di epoca anglo-sassone

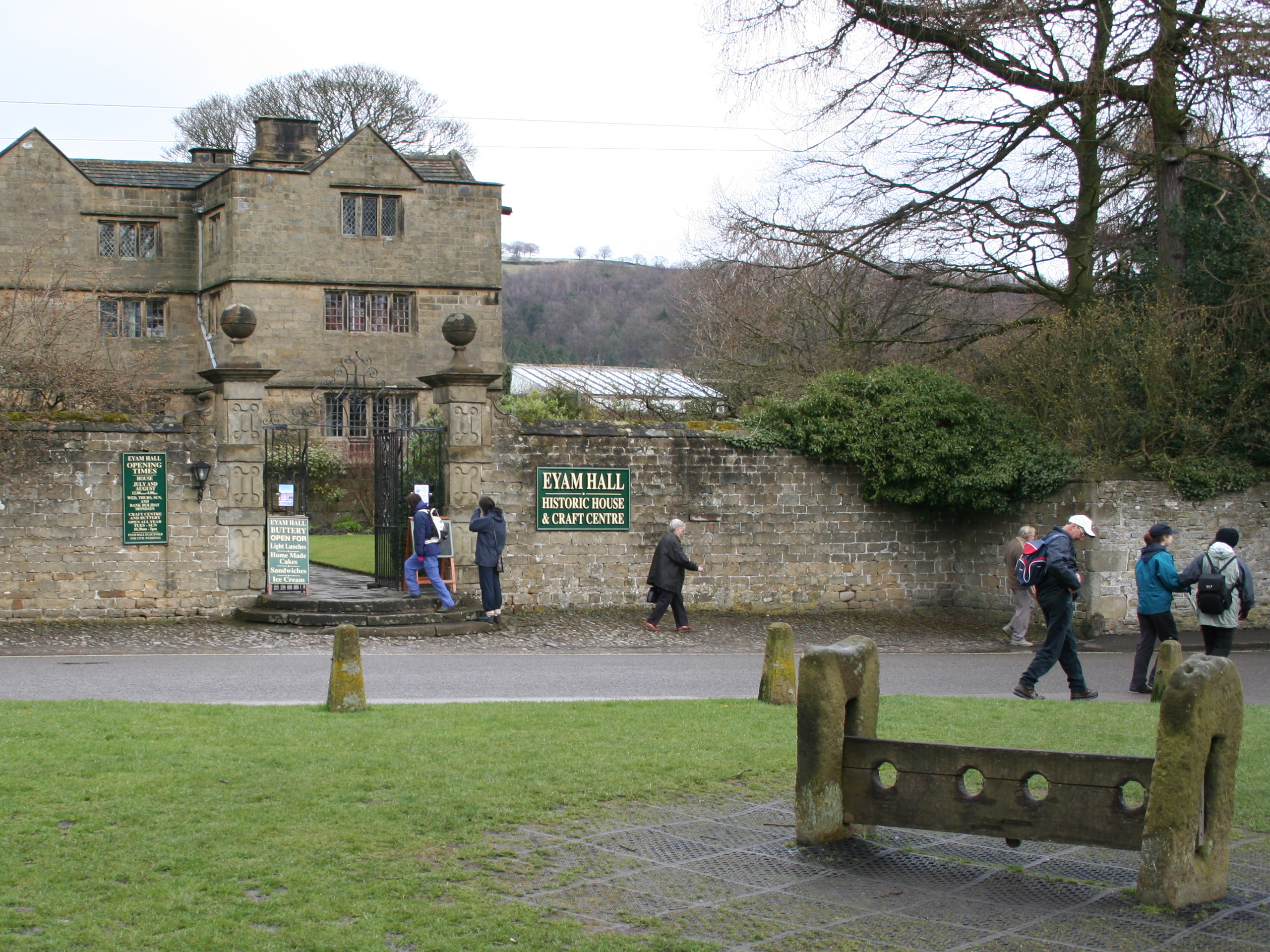
Eyam: lEyam Hall

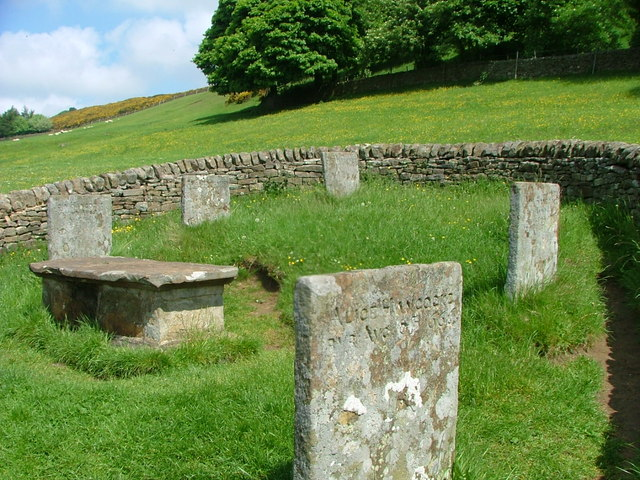
Eyam: le Riley Graves, testimonianza della pestilenza che colpì il villaggio tra il 1665 e il 1666

### Eyam Hall
L'Eyam Hall è un palazzo nobiliare del XVII secolo.

### Chiesa di San Lorenzo
La Chiesa di San Lorenzo di Eyam è un edificio risalente all'epoca sassone.
Al suo interno, si trova una mostra sull'epidemia di peste del 1665-1666: tra i pezzi esposti, vi è anche la lettera con cui il reverendo Mompesson comunicò ai suoi figli la notizia della morte della loro madre.
All'esterno, vi è un cimitero, dove si trovano, tra l'altro, la tomba della stessa Catherine Mompesson ed un croce celtica risalente al VII secolo.

### Eyam Museum
L'Eyam Museum ospita una mostra sull'epidemia di peste del 1665-1666.

### Parco di Eyam
Nel parco del villaggio, sono ancora visibili i ceppi della gogna.

### Riley Graves
Le cosiddette Riley Graves, situate poco fuori dal villaggio di Eyam, sono le tombe dei familiari di un abitante del luogo, Elizabeth Hancock, che, durante l'epidemia di peste che colpì la località tra il 1665 e il 1666, perse il marito e sei dei suoi figli nell'arco di una sola settimana, tra il 3 e il 10 agosto 1666.

Le Riley Graves sono poste sotto la tutela del National Trust.

## Feste & Eventi
L'epidemia di peste è ricordata ogni anno, l'ultima domenica di agosto da una celebrazione nota come "Plague Sunday".

## Eyam in letteratura
Molti sono gli esempi di trasposizione in letteratura del dramma che colpì il villaggio di Eyam. Tra questi, ricordiamo:
- The Village of Eyam: a poem in four parts, poema di John Holland del 1821
- The Desolation of Eyam, poema di Mary Howitt del 1827
- The Tale of Eyam, a story of the plague in Derbyshire, and other poems by an OLD BLUE (1888)
- Isolation At Eyam; a play in one act for women, pezzo teatrale di Joyce Dennys del 1954
- The Roses of Eyam, dramma storico di Don Taylor del 1970
- La fossa degli appestati, romanzo di Mark Ronson del 1981
- Annus mirabilis, romanzo di Geraldine Brooks del 2001

## Eyam in musica
- Roses of Eyam, canzone del 1975
- Plague upon Eyam, opera di John D. Drummond del 1984
- Ring Of White Roses, opera di Les Emmans del 1984
- The Plague of Eyam, opera di Ivor Hodgson del 2010